# Adolf Frederick al III-lea, Duce de Mecklenburg

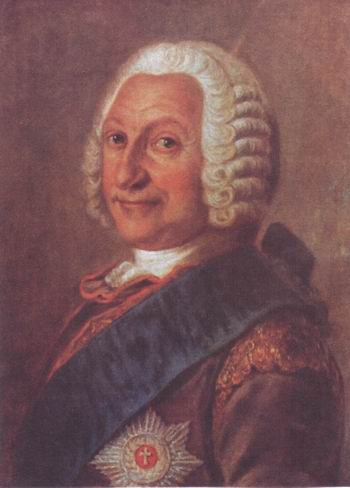
Adolf Frederick al III-lea, Duce de Mecklenburg

Adolf Frederick al III-lea (7 iunie 1686 – 11 decembrie 1752) a fost Duce de Mecklenburg-Strelitz.

## Biografie
A fost fiul Ducelui Adolf Frederick al II-lea de Mecklenburg și a Prințesei Maria de Mecklenburg-Güstrow (1659–1701). Tatăl său a fondat Ducatul de Mecklenburg-Strelitz în 1701 după ce a ajuns la o înțelegere cu Ducele de Mecklenburg-Schwerin.
Și-a succedat tatăl ca Duce de Mecklenburg-Strelitz la 12 mai 1708. În 1712 castelul familiei și orașul Strelitz au ars, Adolf Frederick și familia fiind obligați să trăiască în conacul de vânătoare. În jurul acestui loc a fost construit noul oraș Neustrelitz. În 1733 el a fondat noul oraș, care a devenit capitala ducatului de Mecklenburg-Strelitz în 1736.
Adolf Frederick a murit la Neustrelitz și a fost succedat ca duce de nepotul său de frate, Adolf Frederick al IV-lea.

## Căsătorie și copii

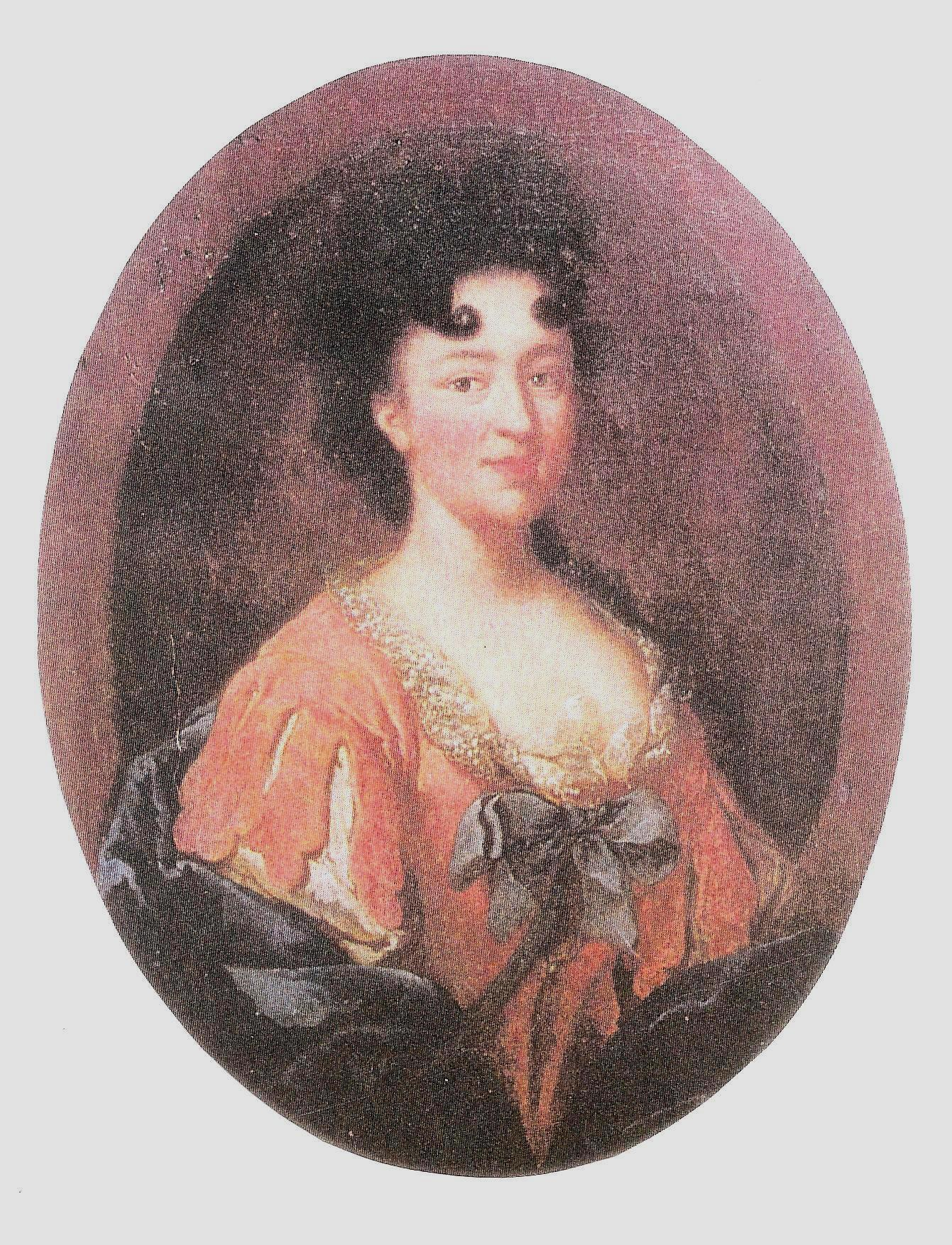
Dorothea de Schleswig-Holstein-Sonderburg-Plön, ducesă de Mecklenburg-Strelitz

La 16 aprilie 1709, la Reinfeld, Adolf Frederick s-a căsătorit cu Prințesa Dorothea de Schleswig-Holstein-Sonderburg-Plön (fiica lui Johann Adolf, Duce de Schleswig-Holstein-Sonderburg-Plön). Ei au avut două fiice:
- Ducesa Marie Sofia (1710–1728)
- Ducesa Madalena Cristina (1711–1713)